# مرسيدس دي أكوستا
مرسيدس دي أكوستا (بالإنجليزية: Mercedes de Acosta) (و. 1893 – 1968 م) هي شاعرة، وكاتِبة، وكاتبة سيناريو، وروائية أمريكية، ولدت في نيويورك، توفيت في نيويورك، عن عمر يناهز 75 عاماً.

## وصلات خارجية
- مرسيدس دي أكوستا على موقع IMDb (الإنجليزية)
- مرسيدس دي أكوستا على موقع قاعدة بيانات برودواي على الإنترنت (الإنجليزية)
- مرسيدس دي أكوستا في قاعدة بيانات الأفلام على الإنترنت